# Merișani (Dobrotești), Teleorman
Merișani este un sat în comuna Dobrotești din județul Teleorman, Muntenia, România.
Satul se învecinează cu satul Dobrotești la nord, satul Însurăței (comuna Didești) la sud, comuna Văleni (județul Olt) la vest și DN65A și comuna Beuca la est.

## Etimologie
Numele satului provine din meriș, cuvânt de desemnează colectivul sau pădurea de meri pădureți. Familia Merișanu va împrumuta numele după sat.

## Istorie

#### Neolitic / Epoca bronzului
În zona cunoscută local Rusca, pe malul drept al pârâului Tecuci, pe panta lină a terasei estice și într-o ruptură a acesteia, la cca. 90 m nord-vest de podul de peste pârâu, 420 m vest-nord-vest de biserica din Merișani și 1,5 km vest-sud-vest de intersecția dintre DN 65A cu DC 105 s-au descoperit în 2013 dovezi ale unei așezări cu dimensiuni estimate 70m pe 50m. Arheologii Pavel Mirea și Ion Torcică de la Muzeul Județean Teleorman au identificat fragmente ceramice, unele cu pleavă în pastă, neolitice, precum și fragmente ceramice atipice, posibil din epoca bronzului; o așchie de silex.

#### Epoca fierului
Cercetări arheologice efectuate în anii '60 de arheologul Ioan Spiru au revelat existența unor așezări din a doua epocă a fierului prin descoperirea unor materiale precum fragmente ceramice, lipitură arsă și o jumătate de topor de piatră cu gaură de înmănușare. Obiectele descoperite aparțin epocii Le Tene , civilizația geto-dacă.

#### Secolul al XVI-lea
Primele mențiuni ale satului Merișani apar încă de la începutul sec. al XVI-lea. La 23 octombrie 1525 domnitorul Radu de la Afumați întărește unor oșteni "ocine la Merișani", conform Indicelui Cronologic al Mitropoliei Țării Românești.
"Din mila lui Dumnezeu, Io Radul voievod și domn a toată țara Ungrovlahiei, fiul preabunului si marelui Radul voievod. Dă domnia mea această poruncá a domniei mele fiilor și fiicelor lui Butea, anume: Albul Naica (...) și cu fiii lor, câți le va da Dumnezeu, ca să le fie in Merisani oricât se va alege partea tatălui lor Butea și în Păpușari și în Găleșești, oricât se va alege partea lui Butea. (...)
Martori: jupan Pirvul ban Craiovescul și jupân Drăghici fost vornic și jupan Perșanul mare vornic și jupân Radul logofăt și Neagoe vistier, Dragomir spătar, Radul paharnic, Radul comis, Șerban stolnic, Badea și Mihnea mari postelnici. Ispravnic, Tatul logofăt.
S-a scris în cetatea de scaun Târgoviște, în luna octombrie 23 zile, de la Adam anul curgator 7034 <I525>.
Io Radul voievod, din mila lui Dumnezeu, domn."
La 2 septembrie 1562 și 31 august 1563, Petru cel Tânăr întărește "ocine la Merișani, Negoiești, Păpușari și Păpușarii lui Zlatko",  sate care se presupune că au existat în jurul satului Merișani, azi dispărute.

#### Secolul al XVII-lea
La 25 mai 1613, Radu Mihnea îi întărea lui Popa David din satul Merișani  ocine în sat, ce le avea de la bunicul său, precum și pe celelalte cumpărate și avea „printre ele și carte veche ruptă și întunecată de la bătrânul Vlad voievod”. 

#### Secolul al XVIII-lea
Satul este recunoscut ca parte din moșiile familiei Bucșanu-Merișanu și atestat documentar prin hrisovul dat la 23 iunie 1700 de Constantin Brâncoveanu vistiernicului Drăgușin Merișanu, fratele marelui paharnic Staico Bucșanu (Merișanu):
"pentru că acestu satu, Merișanii, iaste al lor de moștenire de la stremoșu său, Stoica banul, și totu l-au ținutu, și l-au stăpânitu, acestu satu, moșii și părinții lor, și ei, pre seama lor cu bună pace, pre semnele și hotarele ce scriu în cărțile altor răposați domni, ce au fostu mai denainte vréme"
Tot în secolului al XVIII-lea, Ilinca, din neamul Berindeilor, se căsătorește cu boier Constantin Merișanu și marchează mutarea familiei Berindei în comuna Dobrotești și preluarea moșiei Merișani. Mai târziu, doamna Ilinca, după moartea celor cinci copii, se va călugări ca Irina Monahia și va împărți averea Merișanilor între biserică (moșia Merișani) și frații săi (moșia Dobrotești), la 19 mai 1761. 

#### Secolul al XIX-lea

##### 1810
Catagrafia de la 1810 menționează Merișanii printre satele mari ale județului Teleorman, cu 163 de case și 648 de suflete. Era împărțit în satele Merișani și Merișanii de Jos.
Satul Merișani - Case 103. Într-însele parte bărbătească 168 și femeiască 170. Peste toți, 338. Rumâni. Biserica de lemn. Hram Adormirea Precistei. Cu toate odoarele gata. La această biserică sunt 3 preoți și 2 țârcovnici. Popa Stanciu sin popa Dobre, 40 ani. Bun la citire. Neglobit. Cu soție. De neam rumân, fecior de preot. Hirotonisit de prea sfințitul Stavropoleos, chir Teofilact, cu blagoslovenia răposatului Dositei, 1794 iulie 1, pe această biserică. Fiul lui, Marin, preoteasa sa, Maria, 35 ani. Fiica lor, Sandală, ipac, Maria. Popa Radu sin popa Voico, 46 ani. Bun la citire. Neglobit. Cu soție. De neam rumân, fecior de preot. Hirotonisit de prea sfințitul Pogomiamis, chir Antim cu blagoslovenia proin mitropolit Cosma, leat 1791, Ghenarie 23, pe această biserică. Fiul lui, Tudor. Preoteasa Maria, 42 ani. Fiica lor, Petra, Ipac. Ioana, ipac. Stana. Popa Marin sin popa Dobre, 42 ani. Bun la citire. Neglobit. Cu soție. De neam rumân, fecior de preot. Hirotonisit de prea sfințitul Sidis, chir Grigore, cu blagoslovenia proin mitropolit Dositei, leat 1804, Mai 6, Fiul lui, Ion, preoteasa, Neaga. Fiica lor, Stana. Ipac, Dobra. Stancu sin popa Ion. Holtei. Fecior de preot. Orânduit țârcovnic la această biserică cu pecete.
Satul Merișanii de Jos. Case 60. Parte bărbătească 150 și femeiască 160. Peste toți, 310. Rumâni. Biserică de lemn. Hramul Sfântul Spiridon. Cu toate odoarele. La această biserică sunt preoți 1 și un țârcovnic (orânduit) de prea sfinția sa, Ignatie. Popa Stan sin Constantin, 60 ani, Slab. Neglobit. Cu soție. De neam rumân, fecior de mirean. Hirotonisit de prea sfințitul Stavropoleos, chir Teofilact cu blagoslovenia proin mitropolit Dositei, leat 1794, pe această biserică. Fiul lui, Pârvu, Ipac. Mihai, ipac, Ioana, ipac. Andrei, ipac Teodor, preoteasa lui, 55 ani …(nu e trecută). Fiica lor, Gherghina. Ipac, Catrina. Neacșu sin Pârvu. Holtei. Fecior de mirean. Orânduit țârcovnic cu pecete de prea sfințitul Ignatie, la această biserică.

#### 1831
În 1831, Moșia Merișani apare în proprietatea Schitului Didești, cu 210 familii și 70 feciori de muncă și face parte din Plasa Mijlocului de Sus.

#### 1863
Prin actul de secularizare a averilor mănăstirești din 1863, moșia Merișani-Mitropoliei cumulând 1500 ha teren arabil și 220 ha pădure devine proprietatea statului.

#### 1892
Monitorul Oficial din 7 martie 1892 anunță înregistrarea la Tribunalul Teleorman, cu suplica numărul 2874, a firmei individuale "Ilinca I. Popescu", cu sediul principal în comuna Merișani, cu obiect de activitate: "comerciul cu beuturi spirtoase, fără sucursale, procurator, asociat și fără act dotal."

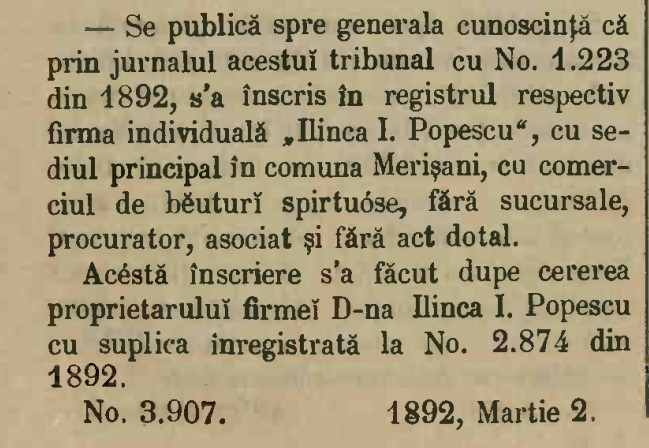
Anunțul înființării firmei individuale Ilinca I Popescu în Monitorul Oficial al României, 7 martie 1892

### Secolul al XX-lea

#### 1900
La începutul secolului XX, satul avea 4100 hectare împărțite astfel: 1500 ha pământ arabil și 220 ha pădure în proprietatea statul; moșia Ciuperceanca, 2100 ha arabil și 10 ha pădure, în proprietatea lui Constantin Colibășanu (boier din Văleni, Olt); 700 ha pământ arabil în proprietatea a 182 de locuitori împroprietăriți.
Populația număra 250 de familii formate din 968 persoane, din care 217 contribuabili. Școala era frecventată de 14 elevi. Șeptelul local era format din  531 vite, 151 cai, 1768 oi și 187 porci.

#### Anii 1950 - Colectivizarea
La 18 noimebrie 1952, ia naștere primul G.A.C. "Drumul Păcii" , inițial incluzând 10-15 familii, dar care va crește, ajungând la 15 februarie 1961, să includă 772 familii și 1756 ha.
Preotul Gheorghe Ungurelu (d.1952), preot paroh în Merișani (Dobrotești), a fost senator tărănist în 1946-1947, luptător anti-comunist și Președinte al Camerei Agricole Teleorman. S-a încercat de mai multe ori arestarea sa de către de către regimul comunist în anii '50 fiind însă protejat de săteni. La a treia încercare, s-a deschis focul asupra sătenilor, iar tăranul Ioniță Ticmeanu a murit. Acuzat de instigare la revoltă, a fost judecat și achitat din lipsă de probe. În aprilie 1952 a fost arestat de către Securitate, dus la șantierul de la Bicaz și apoi transferat în lagărul Ghencea București. A murit în lagăr în 1952 și a fost înmormântat într-o groapă comună în Jilava.

## Vestigii istorice

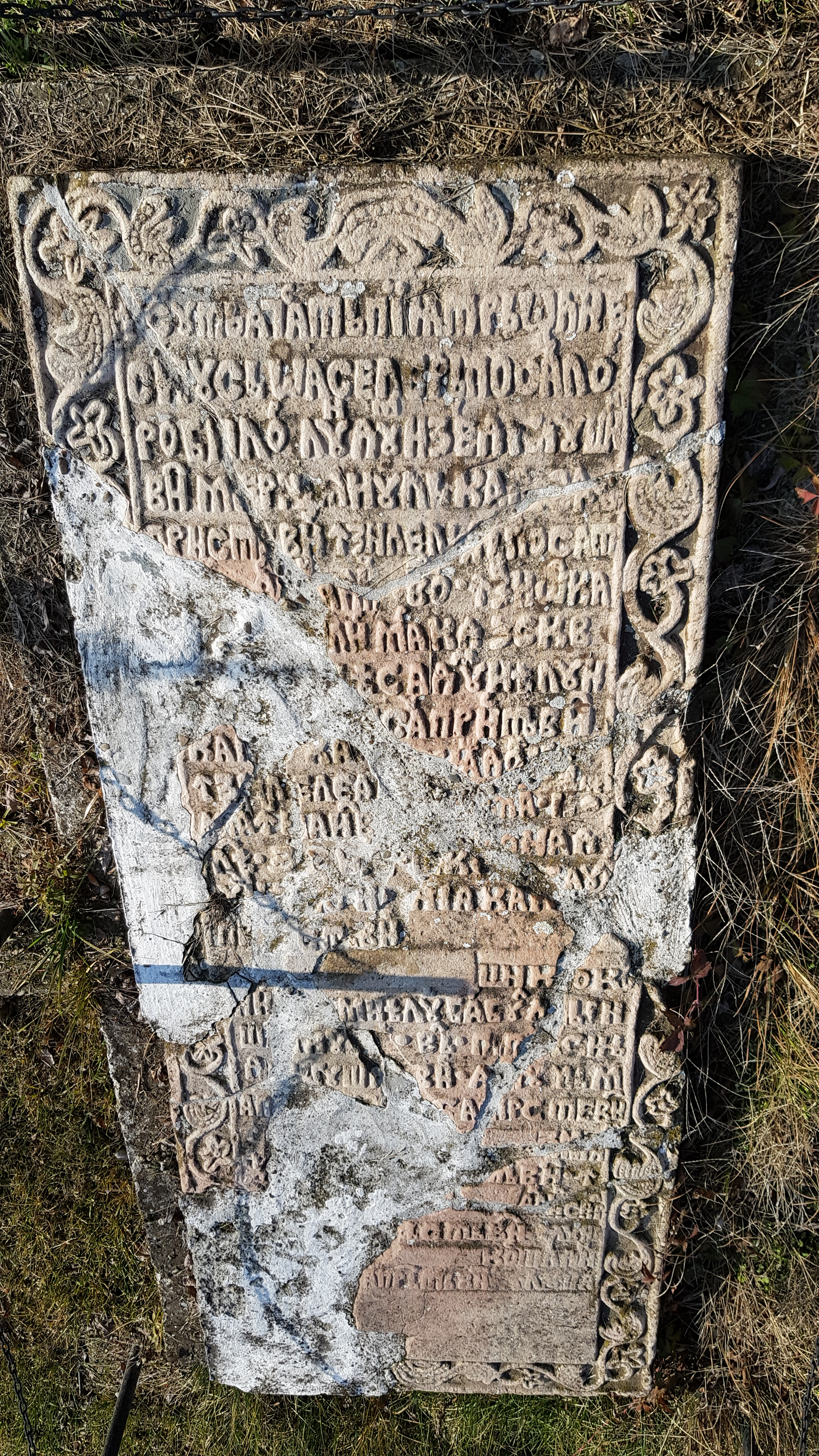
Piatra funerară a familiei de boieri Merișanu (Bucșanu) (sec. XVIII) din curtea Bisericii Adormirea Maicii Domnului din Merișani (Dobrotești)

- Biserica "Adormirea Maicii Domnului", ridicată între 1907  și 1909[18]. Biserica este construită din cărămidă și se găsește pe locul bisericii de lemn cu hramul Sfântul Spiridon ridicată de Drăgușin Merișanul înainte de 1700. Din vechea biserică de lemn se mai păstrează doar Sfânta Masă cu troiță și Piatra funerară a familiei Merișanu. Biserica are 23m lungine, 8m lățime (9.5m în dreptul absidelor), înălțimea turlelor de 16m și o grosime a zidului de 0.4m.
- Piatra funerară a familiei de boieri Merișanu (Bucșanu) (sec. XVIII) din curtea Bisericii Adormirea Maicii Domnului din Merișani (Dobrotești)Piatra funerară a familiei Merișanu (sec. XVIII). Monumentul a fost spart de către invadatorii turci la 1821, în căutare de bunuri de valoare. Curtea Bisericii "Adormirea Maicii Domnului'' găzduiește mormântul câtorva dintre membrii familiei boierești Merișanu. Textul catafacului menționează:"subt aceată piatră odihnecu-se oasele răposaților robilor lui Dumnezeu Drăgușin Voievod Merișanul care s-a pristăvit în zilele răposatului Constantin Voievod, în anul mântuirii 1714 și jupâneasa dumnealui (indesc.) și cuconul dumnealui, Barbu Merișanul care s-a pristăvit în luna lui (indesc.) și cuconii dumnealor Barbu Merișanu Voievod, Putarisia Drăgușin Voievod care s-au pristăvit în luna lui (indesc.)[19]
- Așezarea din neolitic[2]
- Măgura din sudul satului, cu o înălțime de 10m,  se crede că a fost ridicată în timpul ocupației trupelor austriece, la 1853.[12]
- Măgura din vestul satului, vestigiu din epoca a doua a fierului[3] , așezare din epoca Le Tene , civilizația geto-dacă.[4]

## Biserica Sfântul Spiridon
Biserica de lemn cu hramul Sfântul Spiridon ridicată de Drăgușin Merișanul înainte de 1700. În 1907 a început construcția noii biserici de zid și din vechea biserică de lemn se mai păstrează doar Sfânta Masă cu troiță și Piatra funerară a familiei Merișanu. 

#### Lista preoți[8]
- 1791, ianuarie 23, Preoțit Radu sin popa Voica.
- 1793, iulie 1, Preoțit Stanciu sin Dobre
- 1794, Preoțit Stan sin Constantin.
- 1804 mai 6, Preoțit Marin sin popa Dobre.
- Pr. Mihai sin Marin  (după1825)
- Pr. Năstase sin Neculae (preoțit în 1854, 25 martie - 1862)

- Pr. Lisandru sin popa Matei (1865)

## Biserica Adormirea Maicii Domnului
A  fost ridicată în între 1907 - 1909 . Biserica este construită din cărămidă și se găsește pe locul bisericii de lemn cu hramul Sfântul Spiridon ridicată de Drăgușin Merișanul înainte de 1700. Din vechea biserică de lemn se mai păstrează doar Sfânta Masă cu troiță și Piatra funerară a familiei Merișanu. Biserica are 23m lungine, 8m lățime (9.5m în dreptul absidelor), înălțimea turlelor de 16m și o grosime a zidului de 0.4m.

#### Lista preoți[20]
- Pr. Grigore Ungurelu (1912 - 1947)
- Pr. Gheorghe Ungurelu (1947 - 1952)

- Pr. Zamfir (Firică) Petrescu, a fost mai întâi preot la Negreni și Ștefan cel Mare, în județul Argeș, de unde a fost arestat de către regimul comunist în 1951 pentru „uneltire împotriva ordinii sociale”, fiind condamnat la doi ani de muncă silnică, la Canal. În 1954, a venit preot la Merișani unde a slujit până în 1988 când s-a pensionat. (d. 22 august 1996).
- Pr. Traian Marinescu (1988-1998),
- Pr. Daniel Mitrea (1997-2005, în prezent preot la parohia Didești),
- Pr. Octavian Păunescu (1999, în prezent preot la parohia Dorobanțu),
- Pr. Marius Tănase (1999-2001, în prezent preot la parohia Burdeni)
- Pr. Daniel Grama (actual, hirotonit de Preasfințitul Părinte Galaction la 24 august 2001).

## Geografie
Satul se găsește la extremitatea vestică a Câmpiei Găvanu-Burdea, fiind învecinat la vest cu râul Vedea și Câmpia Boianului.

Satul este străbătut de la nord la sud de pârâul Tecuci, afluent al râului Vedea. La granița de vest cu comuna Văleni, Județul Olt, satul este mărginit de o zonă mlăștinoasă cunoscută local ca Lacul Boicii.

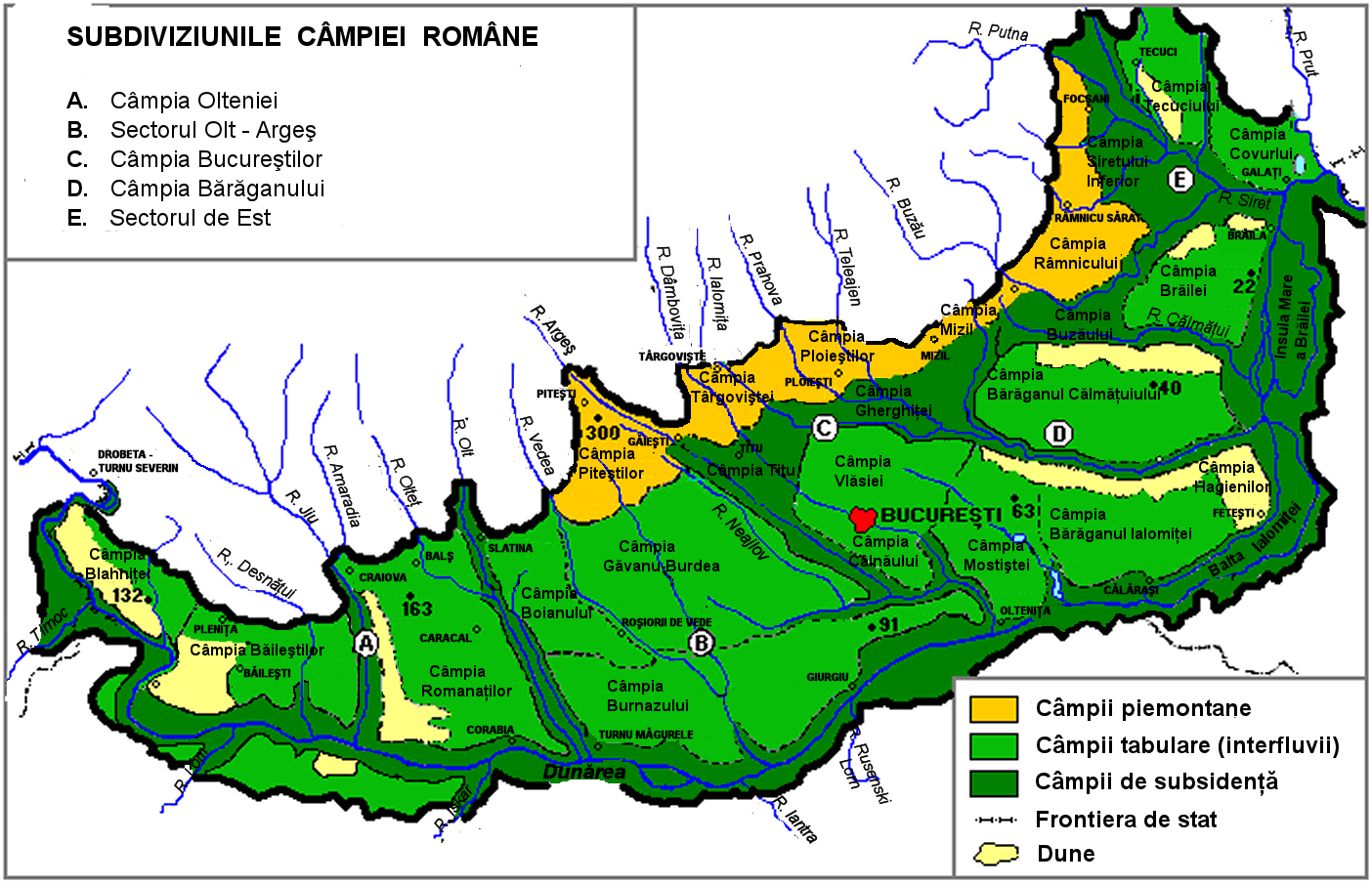
Subdiviziunile Câmpiei Române

Lucrări de amenajare și îndiguire au fost efectuate perioada epocii comuniste și astfel s-au realizat îndiguirea Acumularea Burleasca (44°15'59.2"N 24°51'40.3"E) și un heleșteu, azi în paragină.
Conform datelor ANCPI, satul Merișani are o elevație maximă de 124.54m în zona de vecinătate cu comuna Didești.

## Flora și fauna
Satul Merișani are o floră și o faună specifică de silvostepă și luncă. Pădurea Brăniștea-Merișani are o lungime  de 6.84 km și este alcătuită din specii foioase reprezentate de gorun, salcâm, păr pădureț, măr pădureț și arbuști precum măceșul, cornul câinesc și cununița.
Fauna este bogată și include:
- mamifere: vulpea, șoarecele de câmp, cârtița.
- păsări: Populații numeroase: pițigoiul mare, vrabia de casă, vrabia de câmp, cioara de semănătură, stăncuța, coțofană și guguștiuc. Populații semnificative: ciocănitoarea, uliul păsărar, cucuvea, ciocârlie de câmp și fazan comun. Sporadic se pot întâlni gaițe, granguri, ghionoaie verde. Zona găzduiește populații migratoare de grauri, porumbel gulerat, cuc, pupeze, barză albă, rândunici, privighetoare. Sporadic se întâlnesc și populații de prigorie.
- reptilele sunt rare dar reprezentate prin șarpele de casă, gușter și șopârla
- amfibieni: broaște, triton.

## Figuri istorice și culturale
- Familia Merișanu
- Staico Bucșanu (Merișanu)
- Preotul Gheorghe Ungurelu (n.1892[23] - d.1952). Preot paroh în Merișani (Dobrotești), a fost senator tărănist în 1946-1947[15], luptător anti-comunist și Președinte al Camerei Agricole Teleorman.[16]
- Ileana Mărgărit, solist de muzică populară
- Sevastița Lipotzi, flautist, Orchestra Concertino a Teatrului de Operetă "Ion Dacian" București
- Florentina Savu (n. 1 Ianuarie 1951), poet, membră în Liga Scriitorilor Olt.[24]
- Aurelia Ion, ofițer-student, d. accidentul aviatic din Apuseni (2014)
- Fluierașii din Merișani, ansamblu folcloric de amatori, format în 2010 la inițiativa locală reunind bătrânii satului.[25]
- Muguri de fluier / Fluierașii din Merișani, ansamblu folcloric de amatori, elevii Școlii Merișani, format și susținut de Maria Ciurea.[26][27][28]